# Purple-K

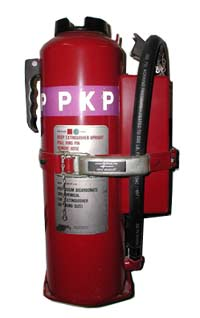
Extintor de bicarbonato de potasio.

Purple-K, también conocido como PKP, es un agente extintor de incendios químico seco que se utiliza en algunos extintores químicos secos. Es el segundo químico seco más eficaz en la lucha contra incendios clase B (líquidos inflamables) después del Monnex (alofanato de potasio), y puede usarse contra algunos incendios de equipos eléctricos energizados (incendios de clase C de EE. UU.). Tiene entre 4 y 5 veces más efectividad contra incendios de clase B que el dióxido de carbono y más del doble que el bicarbonato de sodio. Algunos extintores de incendios pueden funcionar a temperaturas de hasta -54 °C o hasta +49 °C. La sustancia química seca actúa inhibiendo directamente la reacción química en cadena que forma uno de los cuatro lados del tetraedro del fuego (calor + oxígeno + combustible + reacción química en cadena = fuego). En un grado mucho menor, también tiene un efecto sofocante al excluir el oxígeno del fuego. Los extintores de "químico seco", como Purple-K, son diferentes de los extintores de "polvo seco" que se utilizan para combatir incendios de metales inflamables de Clase D.
Purple-K fue desarrollado por el Laboratorio de Investigación Naval de los Estados Unidos en 1959, como una mejora sobre el bicarbonato de sodio para extinguir incendios de petróleo y gasolina. Su denominación hace referencia al tinte característico de lavanda que se imparte a las llamas, debido al contenido de potasio (símbolo químico "K").

## Características
El polvo Purple-K tiene un sabor y olor acre, fluye libremente, flota en la mayoría de los líquidos, no es abrasivo, no se moja con agua y es compatible con la mayoría de los concentrados de espuma. Tiene color violeta, para distinguirlo de otros agentes secos. Su componente principal es bicarbonato de potasio (78 a 82% en peso), con adición de bicarbonato de sodio (12 a 15%), mica (1 a 3%), tierra de batán (1 a 3%), sílice amorfo (0,2 a 3%), y se hace hidrófobo mediante metil hidrógeno polisiloxano (0,2-1%).
Purple-K normalmente no es tóxico, pero la ingestión de grandes cantidades puede causar alcalosis.

## Usos
Purple-K se usa comúnmente en refinerías de petróleo, rampas de aeropuertos, estaciones de servicio, instalaciones militares, buques de guerra navales, plantas de energía y otros lugares donde se manejan grandes volúmenes de líquidos inflamables. A menudo se combina con espuma en sistemas de agentes gemelos, que generalmente se encuentran instalados en los dispositivos contra incendios de los aeropuertos.
Purple-K se utiliza en muchas formas, desde pequeños extintores manuales de incendios hasta grandes unidades móviles y estacionarias, incluidos los sistemas de tuberías de boquilla fija.
La limpieza del agente utilizado puede resultar difícil, ya que forma un residuo cuando se descarga. Si el agente utilizado está seco, puede eliminarse por succión, pero cuando se combina con agua, hidrocarburos y otros líquidos, forma una espuma espesa y costrosa que puede ser difícil de eliminar.
Purple-K nunca debe mezclarse con agentes de extinción de incendios a base de fosfato (químico seco ABC), ya que la reacción química resultante lo torna ineficaz.